# Germund Abraham Falkengren
Germund Abraham Falkengren, född 20 april 1713 i Ryssby socken i Småland, död 3 mars 1785 på Möckelsnäs sätesgård i samma landskap, var en svensk friherre i ätten Falkengréen och ämbetsman. Hans föräldrar var majoren Abraham Falkengren och friherrinnan Ebba Katarina Cederhjelm född i ätten Cederhjelm.

## Biografi
Falkengren studerade vid Lunds universitet och inskrevs vid 19 års ålder som auskultant i Göta hovrätt. Efter någon tids tjänstgöring som häradshövding i Göinge härader i Skåne  inträdde han 1747 åter i samma hovrätt, där han genomgick de särskilda tjänstegraderna till vice president 1761. Åtta år senare utnämndes han till landshövding över Västernorrlands län, upphöjdes 1771 i friherrligt stånd. Han begravdes i Stenbrohults kyrka.
Falkengren omnämns som en av sin tids kunnigaste och driftigaste ämbetsmän. Han deltog även i riksdagarna och tillhörde Mösspartiet och var en av de få bland detta partis män, vilka vid 1769–70 års riksdag hade plats i sekreta utskottet.
Gift första gången 1742 med Ingeborg Ehrencrona och andra gången 1766 med friherrinnan Anna Kristina von Hyltéen.